# Karl von Habsburg
Karl von Habsburg eller ærkehertug Karl af Østrig Karl Thomas Robert Maria Franziskus Georg Bahnam von Habsburg (11. januar 1961 i Starnberg) er overhoved for Huset Habsburg, efter hans far, Otto von Habsburg, "abdicerede" den 1. januar 2007. I Østrig er hans titel ikke anerkendt, og han er her hr. Karl Habsburg-Lothringen.
Karl har studeret jura og haft sit eget tv-show på østrigsk tv. Han blev i 1996 medlem af Europaparlamentet for Österreichische Volkspartei, ÖVP. Imidlertid løb han ind i skandaler om magtmisbrug og blev ikke genvalgt i 1999, men er stadig politisk aktiv.
Han blev gift den 31. januar 1993 med baronesse Francesca Thyssen-Bornemisza og parret har tre børn:
1. Eleonore von Habsburg (1994-)
2. Ferdinand Zvonimir von Habsburg (1997-), "tronarving"
3. Gloria Maria von Habsburg (1999-)

Parret blev separeret i 2003.